# 瞼板腺
瞼板腺（tarsal glands）又稱麥氏腺（meibomian glands）是一種在眼瞼周圍的特殊皮脂腺，位於瞼板之中。主要的功能為分泌油脂層，以延緩水液層的蒸發。此外油脂層還可維持淚液膜的表面張力，避免淚液流到臉頰，並可潤滑眼瞼及眼球的接觸面，使眼睛閉起時，可維持眼皮和眼球之間維持氣密的狀態。上眼皮大約有50個瞼板腺，而下眼皮大約有25個瞼板腺。
瞼板腺不健全會造成乾眼症，這是一種很常見的眼疾。也因此可能造成眼瞼炎，眼瞼炎是眼瞼邊緣皮膚發炎的現象。它通常會影響雙眼，如果瞼板腺受到感染則會變成瞼板腺炎。阻塞物可以被細菌的解脂酵素分解，因而釋放脂肪酸，這些脂肪酸可以刺激眼睛，有時可以造成角膜炎。
麥氏腺的名稱來自於一名德國醫生Heinrich Meibom（1638年-1700年）。

## 功能

### 麥氏層
瞼板腺的分泌物又稱為麥氏層（meibum），本詞彙由尼古拉德斯（Nicolaides）等人於1981年首次提出。油脂是麥氏層的最主要成分人類的瞼板腺大約會分泌90種的蛋白質。

## 外部連結
- synd/541 - Who Named It?
- Rethinking Meibomian Gland Dysfunction: How to Spot It, Stage It and Treat It （页面存档备份，存于）